# Agrias pseudotristis
Agrias pseudotristis är en fjärilsart som beskrevs av Le Moult 1931. Agrias pseudotristis ingår i släktet Agrias och familjen praktfjärilar. Inga underarter finns listade i Catalogue of Life.